# Frank Bird
Frank Ronald Bird CB DSO DFC AFC FRAeS (* 18. November 1918; † 20. Januar 1983) war ein britischer Luftwaffenoffizier der Royal Air Force, der zuletzt im Range eines Generalmajors (Air Vice Marshal) zwischen 1971 und 1973 Assistierender Chef des Stabes für automatisierte Datenverarbeitung im Obersten Hauptquartier der Alliierten Streitkräfte in Europa SHAPE (Supreme Headquarters Allied Powers Europe) war. 

## Leben

### Pilotenausbildung und Zweiter Weltkrieg
Bird begann nach dem Schulbesuch im August 1935 eine Ausbildung zum Fluggerätmechaniker an der Technischen Ausbildungsschule 1 (No. 1 School of Technical Training RAF) auf dem Militärflugplatz RAF Halton. Nach deren Abschluss begann er 1938 seine fliegerische Ausbildung als Flight Cadet in der A-Squadron des Royal Air Force College Cranwell, der Offiziersschule der britischen Luftstreitkräfte. Er gehörte zu den sogenannten „Trenchard’s Brats“, einer Gruppe junger Piloten, die nach dem ehemaligen Chief of the Air Staff, Hugh Trenchard, 1. Viscount Trenchard, benannt wurden. Er schloss seine Ausbildung kurz nach Beginn des Zweiten Weltkrieges ab und wurde am 23. Dezember 1939 als Berufssoldat (Permanent Commission) in die RAF aufgenommen sowie zum Leutnant (Pilot Officer) befördert. Im Anschluss absolvierte er selbst einen Ausbilderlehrgang an der Central Flying School und wurde nach deren Beendigung 1940 Ausbilder an der No. 14 Service Flying Training School RAF. Dort wurde er am 23. Dezember 1940 zum Oberleutnant (Flying Officer) befördert.
Nachdem Bird von 1941 bis 1943 überwiegend als Testpilot eingesetzt worden war, wurde er 1943 als Fliegerischer Kommandeur zu der mit Jagdbombern vom Typ de Havilland DH.98 Mosquito ausgestatteten No. 105 Squadron RAF versetzt, deren Kommandeur (Commanding Officer) er vom 30. Juli 1944 bis März 1945 war. Am 2. Juni 1944 wurde ihm das Distinguished Flying Cross (DFC) sowie am 16. Februar 1945 für seube Kampfeinsätze im Ruhrgebiet der Distinguished Service Order (DSO) verliehen.

### Nachkriegszeit und Aufstieg zum Air Vice Marshal
Nach Kriegsende besuchte Bird ab März 1945 die Empire Test Pilots School und war anschließend Testpilot bei der Flugzeug- und Flugzeugwaffenforschungsanstalt A&AEE (Aeroplane and Armament Experimental Establishment), ehe er 1946 als Offizier zum RAF College Cranwell wechselte. Dort erfolgte am 21. Mai 1946 seine Beförderung zum Hauptmann (Flight Lieutenant), wobei diese Beförderung auf den 23. Juni 1943 zurückdatiert wurde, sowie am 1. Oktober 1946 zum Major (Squadron Leader). Im Anschluss wurde er 1948 Mitglied des Ausschusses für die Einstellung von Berufssoldaten (Permanent Commissioning Board) und absolvierte 1950 das RAF Staff College Bracknell.
Anschließend wurde Bird nach seiner Beförderung zum Oberstleutnant (Wing Commander) am 1. Juli 1951 Stabsoffizier für Standardisierung an der britischen Militärmission in den USA sowie nach seiner Rückkehr 1954 Kommandeur der Kampfflugzeug-Teststaffel der Aeroplane and Armament Experimental Establishment. Während dieser Zeit leitete er insbesondere Testflüge zur Erprobung des einstrahligen Kampfflugzeuges Hawker Hunter, des zweistrahligen Jagdflugzeuges Gloster Javelin, des Abfang- und Aufklärungsflugzeuges Supermarine Swift sowie des Schulflugzeuges BAC Jet Provost. Am 15. April 1957 wechselte er als Planungsoffizier in das Hauptquartier des Bomberkommandos (RAF Bomber Command) und wurde später im Jahr 1957 Kommandeur des Militärflugplatzes RAF Gaydon, wo er am 1. Januar 1958 zum Oberst (Group Captain) befördert wurde. Zugleich wurde er am 1. Januar 1958 mit dem Air Force Cross (AFC) geehrt. Anschließend wurde er am 29. Februar 1960 stellvertretender Leiter der Operationsabteilung für Bomber- und Aufklärungsverbände im Luftwaffenstab und besuchte nach dem 13. August 1963 das Canadian National Defence College. 1964 wurde er selbst Kommandant der Aeroplane and Armament Experimental Establishment und erhielt in dieser Funktion am 1. Juli 1964 seine Beförderung zum Air Commodore.
Am 11. April 1968 wurde Bird Leiter der Hauptabteilung Organisation der RAF im Verteidigungsministerium. In dieser Verwendung erfolgte knapp drei Monate später am 1. Juli 1968 seine Beförderung zum Generalmajor (Air Vice Marshal). zuletzt wurde er am 3. Mai 1971 Assistierender Chef des Stabes für automatisierte Datenverarbeitung im Obersten Hauptquartier der Alliierten Streitkräfte in Europa SHAPE (Supreme Headquarters Allied Powers Europe) und verblieb auf diesem Posten bis zu seinem Eintritt in den Ruhestand am 18. November 1973. Während dieser Zeit wurde er am 12. Juni 1971 zum Companion des Order of the Bath (CB) erhoben.
Nach seinem Ausscheiden aus dem aktiven militärischen Dienst wurde Bird 1973 Schatzmeister des Lady Margaret Hall der University of Oxford, das ihn 1978 zum Fellow berief. Darüber hinaus war er Fellow der Royal Aeronautical Society (FRAeS).